# 아이러니의 개념-소크라테스를 염두에 두고

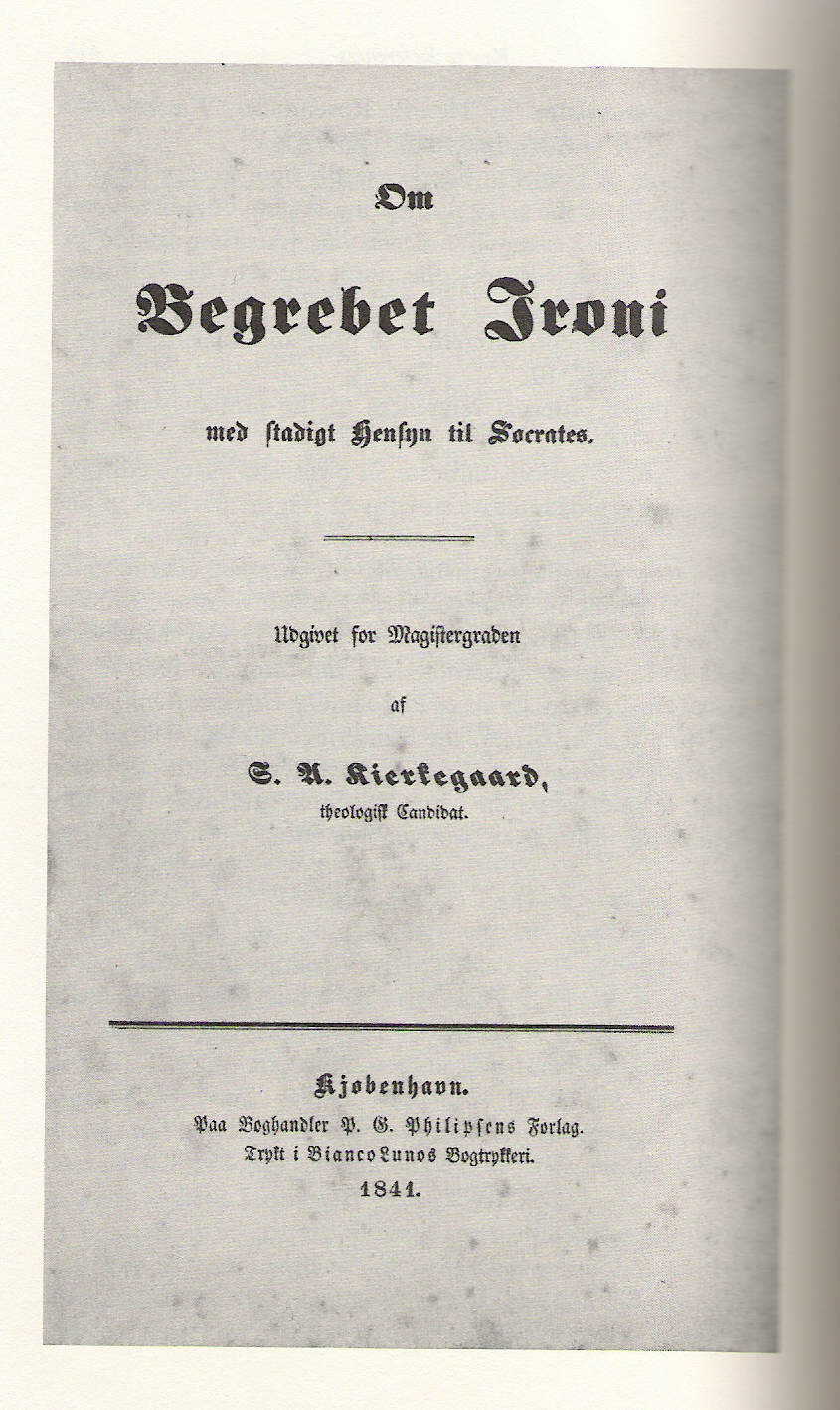
쇠렌 키르케고르의 대학 시절 논문 표지

《아이러니의 개념-소크라테스를 염두에 두고》 (덴마크어: Om Begrebet Ironi med stadigt Hensyn til Socrates)는 쇠렌 키르케고르의 대학교 시절 논문으로 1841년에 제출된 것이다. 이 논문은 키르케고르가 소크라테스를 1838년부터 3년간 광범위하게 연구한 결과물로, 크세노폰과 아리스토파네스와 플라톤의 관점에서 소크라테스의 주장을 살핀 것이다.

## 아이러니의 개념
〈아이러니의 개념〉(Irony의槪念)은  1841년에 덴마크의 철학자인 키르케고르가 쓴 학위 논문. 소크라테스의 아이러니가 지닌 진리성을 중심으로, 인간관계에서 아이러니의 적극적 의의를 파악하였다.
그의 논문은 아이러니를 다루었고, 특히 소크라테스적인 아이러니에 주목했다. 키르케고르는 아리스토파네스가 "구름"이라는 희극에서 소크라테스를 묘사한 것이, 소크라테스에 대한 가장 정확한 묘사라고 여겼다. 반면에 크세노폰과 플라톤은 진지하게 소크라테스를 묘사했으나, 키르케고르는 아리스토파네스가 소크라테스적인 아이러니의 복잡함을 가장 잘 이해했다고 느꼈다.
키르케고르는 소크라테스와 18-19세기의 주요한 철학자인 피히테, 셸링, 특히 헤겔을 비교했다.

## 같이 보기
- 딜레마

## 참조
- 키르케고르가 소크라테스의 아이러니를 분석한 것에 대한 감상문: 키에란 에간, "《교육된 마음 : 어떻게 인식 도구가 우리의 이해를 형성시키는가》"(The Educated Mind|The educated mind : how cognitive tools shape our understanding). (1997) 시카고 대학 출판부(University of Chicago Press), Chicago. ISBN 0-226-19036-6 p. 137-144